# تبخیرکننده دوار
تبخیرکننده دوار (به انگلیسی: Rotary evaporator) ابزاری آزمایشگاهی است که برای تبخیر آهسته حلال از یک نمونه به کار می‌رود. این وسیله نخستین بار توسط لیمان کریگ (Lyman C. Craig) اختراع شد و در ۱۹۵۷ توسط شرکت سوئیسی بوچی (Büchi) به صورت تجاری تولید گردید.
اساس کار این دستگاه تبخیر حلال تحت شرایط خلأ با استفاده از حمام آب گرم است. این دستگاه از چند جزء تشکیل شده‌است:
ظرف نمونه (بالن یا فلاسک) دوار که حلال (حلال+نمونه اصلی تولیدشده+ترکیبات مزاحم) در آن ریخته می‌شود.
- کندانسور، که بخار از آن عبور داده می‌شود و آن را سرد می‌کند.
- ظرف حاوی آب گرم که موجب تبخیر محتویات درون فلاسک می‌شود.
- ظرف شیشه ای برای جمع‌آوری قطرات سرد شده حلال
- در واقع اساس این دستگاه بر پایه عصاره‌گیری است، که کاربرد زیادی در بدست آوردن محصول نهایی بوجود آمده در سنتز شیمی آلی است.[۱]

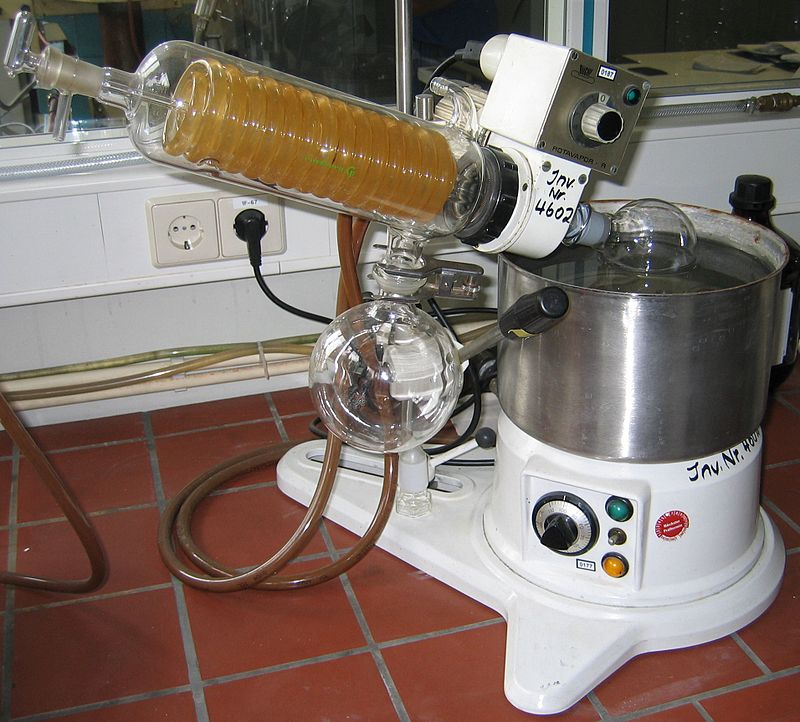
دستگاه روتاری

## تاریخچه
این دستگاه در ابتدا به صورت یک سیستم تبخیرکننده ساده توسط Liman.C.Craig ساخته شد.
در سال ۱۹۵۷ شرکت سوئیسی Buchi این دستگاه را به صورت تجاری وارد بازار کرد.
لازم است ذکر شود این دستگاه برای تحقیقات و آزمایشگاه تا ظرفیت 1lit را پشتیبانی می‌کند، اما در کارخانه‌ها و برای
استفاده از عملیات‌های شیمیایی تجاری بین ۲۰ تا ۵۰ لیتر می‌تواند ظرفیت داشته باشد.

## مکانیسم
1. موتور دستگاه که فلاسک یا همان بالن شیشه ای را می‌چرخاند.
2. مجرای بخار که محور چرخش نمونه است و مجرای خروجی بخار
3. سیستم خلأ، برای کاهش فشار درون سیستم
4. حمام آب گرم، برای گرم کردن بالن حاوی حلال و تبخیر آن
5. فلاسک جمع‌کننده که در انتهای کندانسور حلال سرد شده بعد از تبخیر را در خود جمع می‌کند.
6. مکانیسم مکانیکی برای برداشتن سریع فلاسک تبخیر[۲]

## تئوری
حلال‌های مایع را می‌توان بدون گرم کردن بیش از حد از ترکیبات آلی و املاح پیچیده جداسازی و حذف کرد.
تبخیر دوار اغلب برای جداسازی حلال‌هایی که احتیاج به جوشیدن کم دارند استفاده می‌شوند. مانند،n-هگزان، استیل استات.
با این حال می‌توان با تنظیم مناسب حلال‌ها با دمای جوش متفاوت را از هم جدا کرد. حلال‌های با نقطه جوش بالاتر مانند آب(۱۰۰ درجه)
DMSO یا همان دی متیل سولفوکسید(۱۸۹)یا DMF، دی متیل فرمامید(۱۵۳)

## ایمنی
خطرات احتمالی استفاده از این دستگاه عبارتند از:
انفجار ناشی از ظروف شیشه ای که دارای نقص است.
انفجار به دلیل تجمع ناخالصی‌ها در طول تبخیر و بالا رفتن فشار بخار در ظرف
تماس لباس (لباس گشاد) یا گردنبند و… با دستگاه می‌تواند باعث اتفاقات جبران ناپذیری شود.
سوختگی بر اثر ترکیدگی ظرف حاوی نمونه یا بی احتیاطی در استفاده از حمام آب داغ